# Mentzelia dispersa
Mentzelia dispersa är en brännreveväxtart som beskrevs av S. Wats. Mentzelia dispersa ingår i släktet Mentzelia och familjen brännreveväxter.

## Underarter
Arten delas in i följande underarter:
- M. d. compacta
- M. d. latifolia
- M. d. obtusa

## Bildgalleri

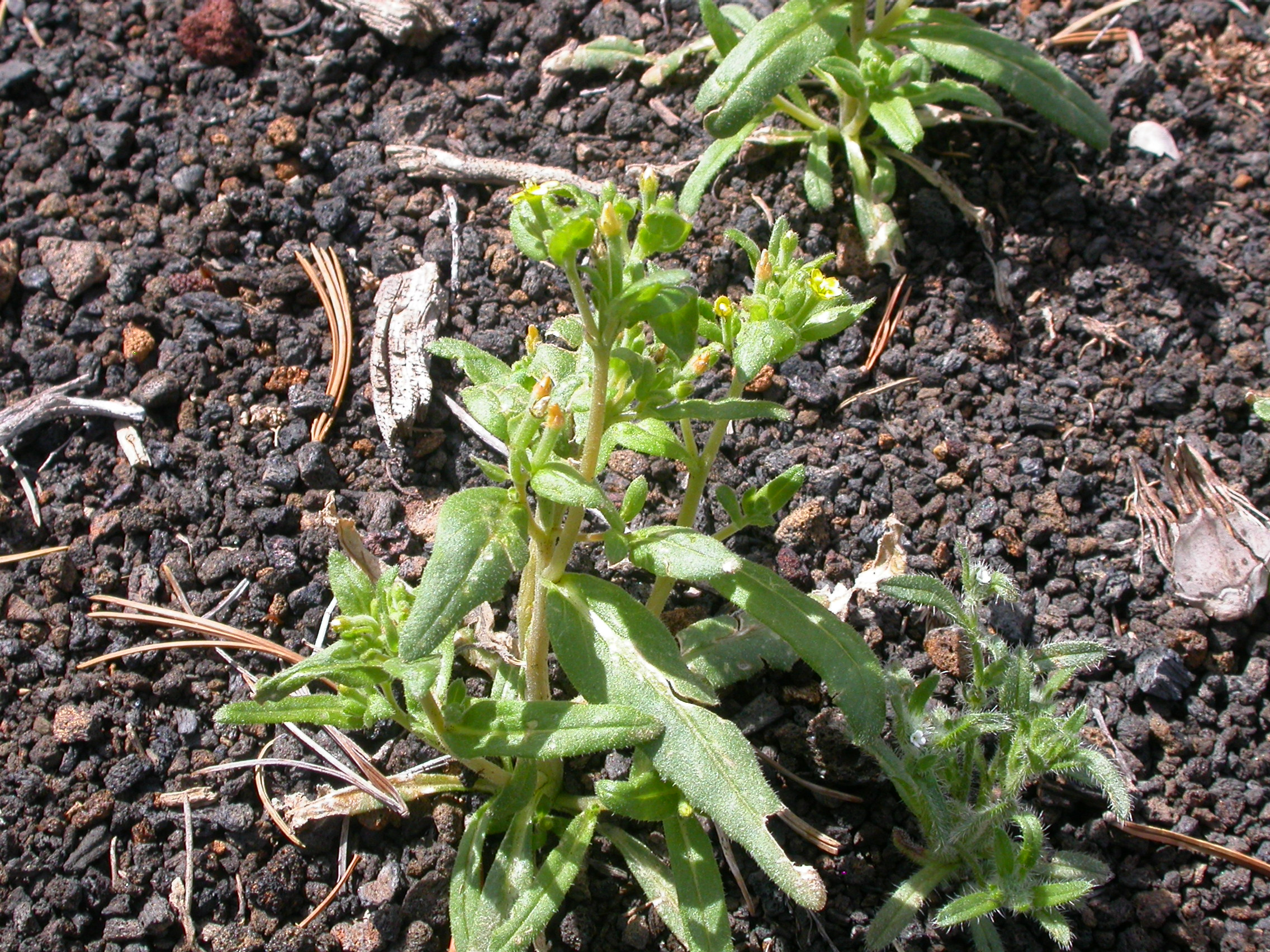
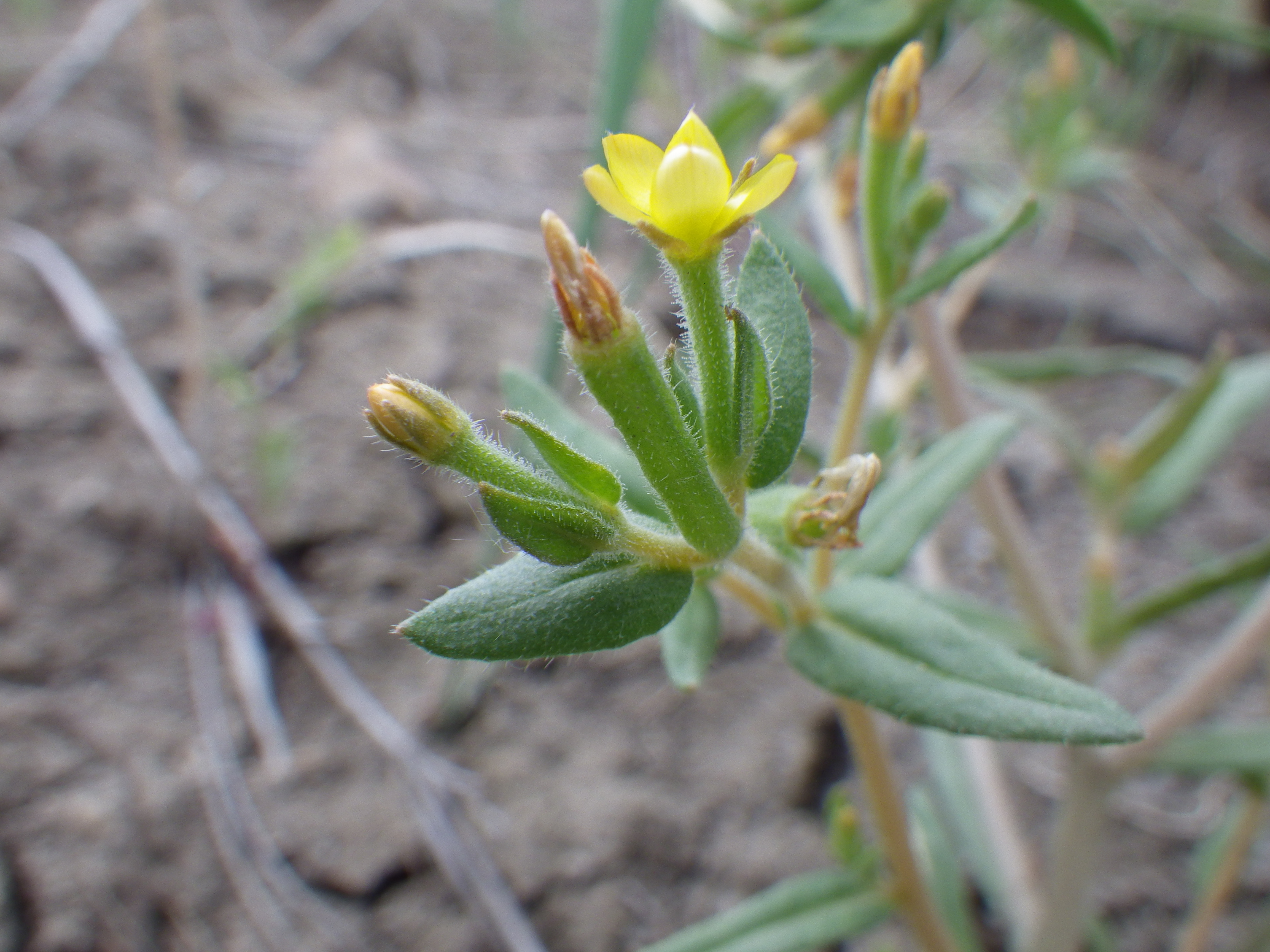
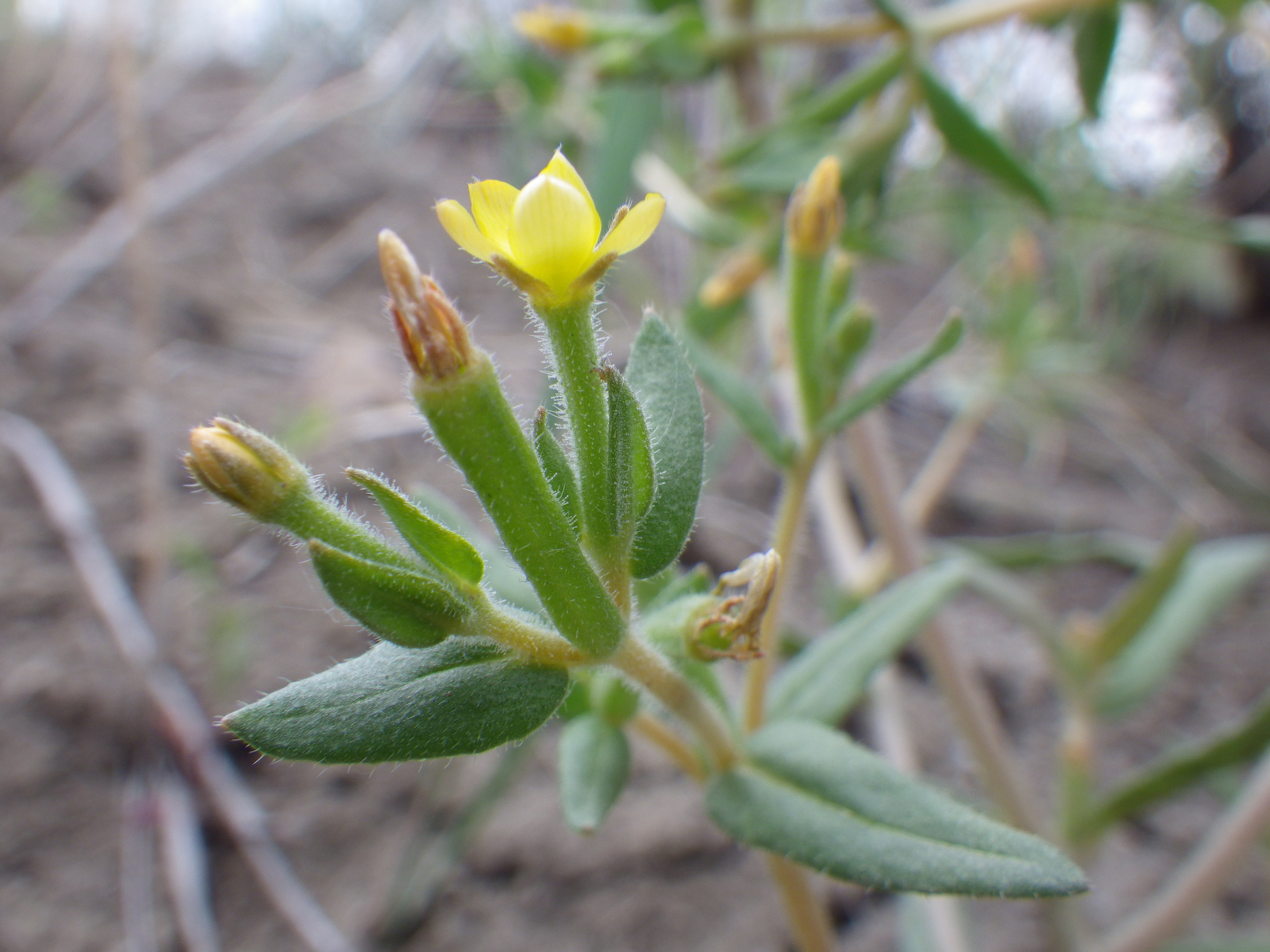
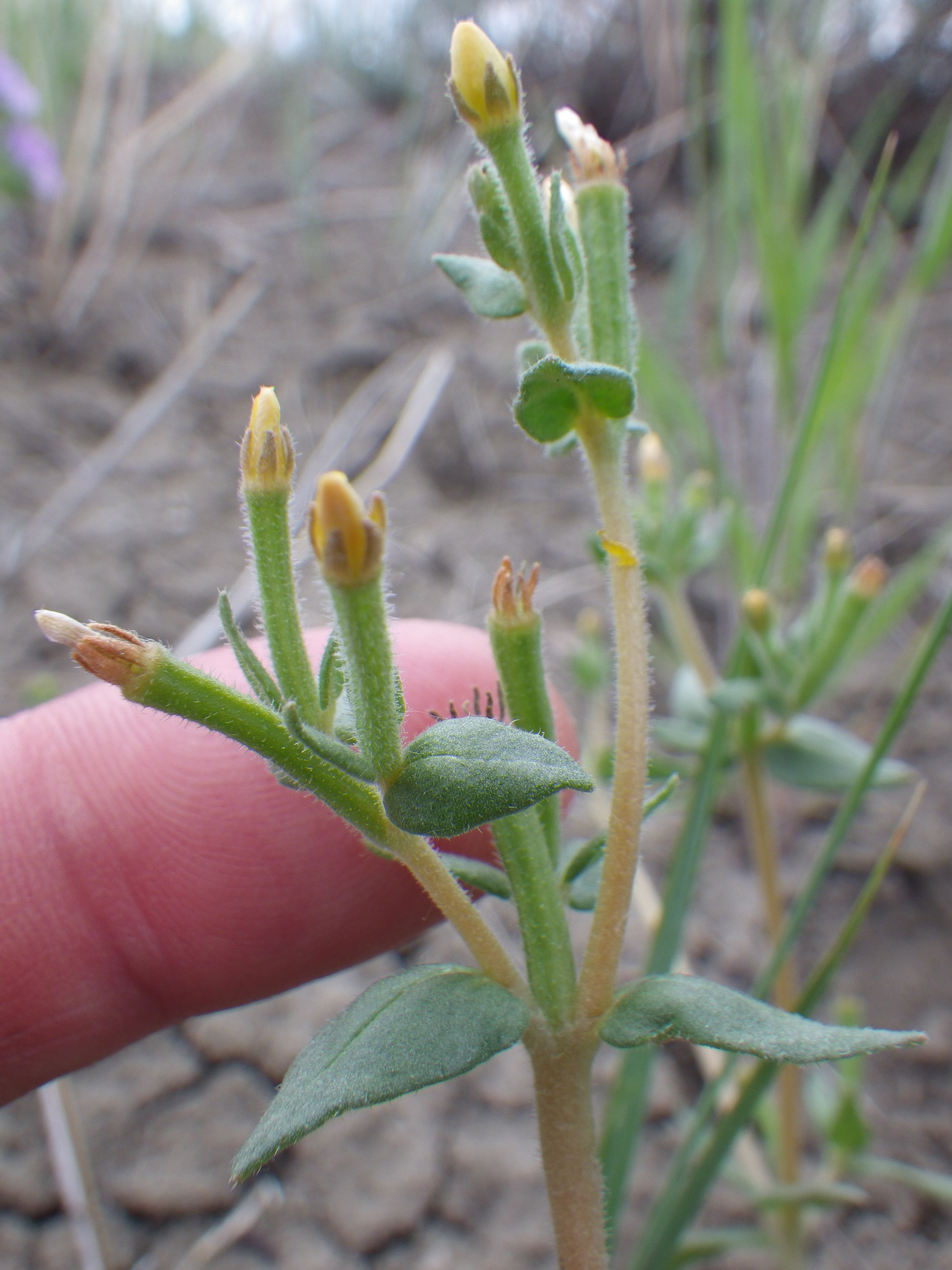
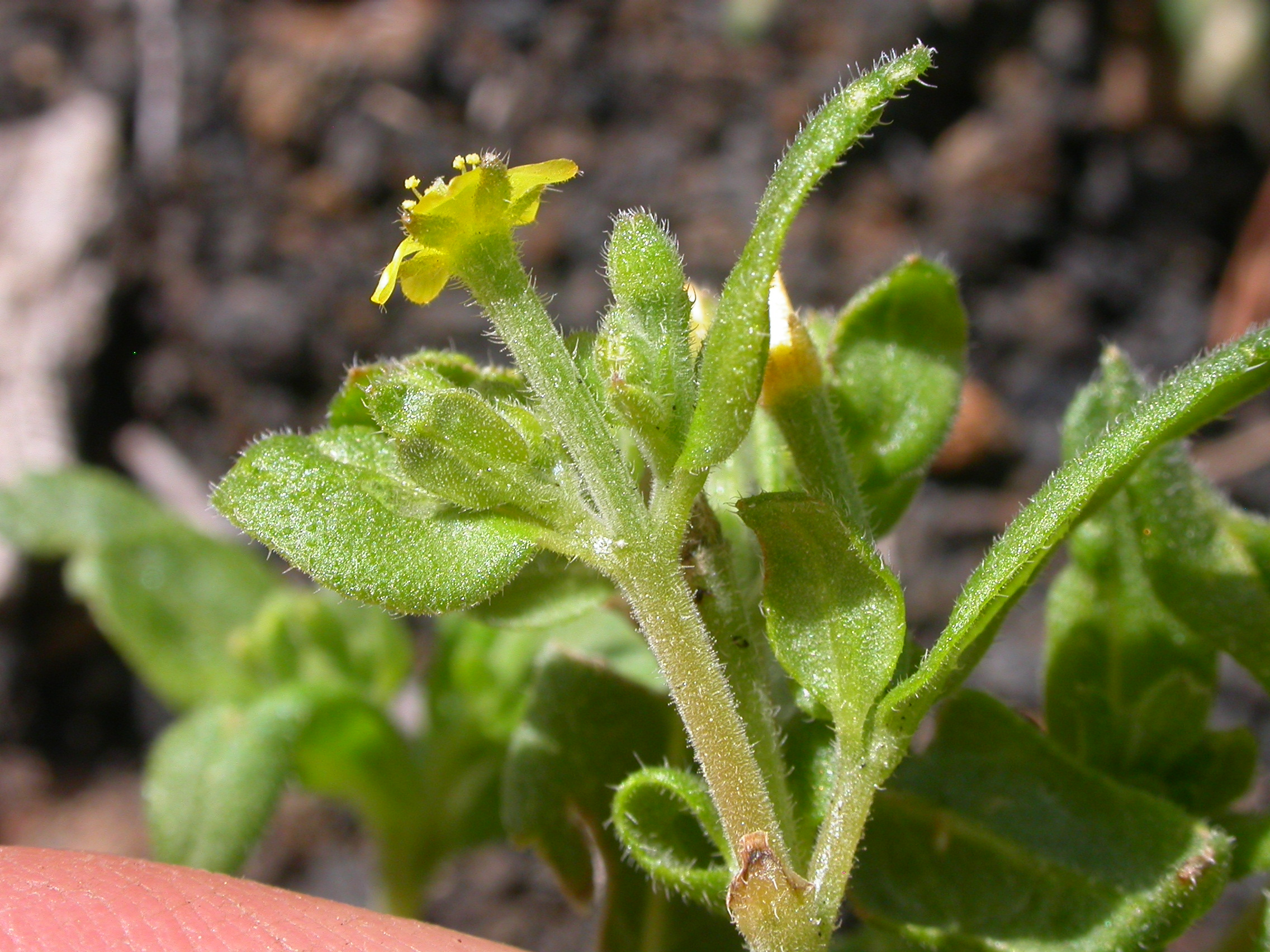
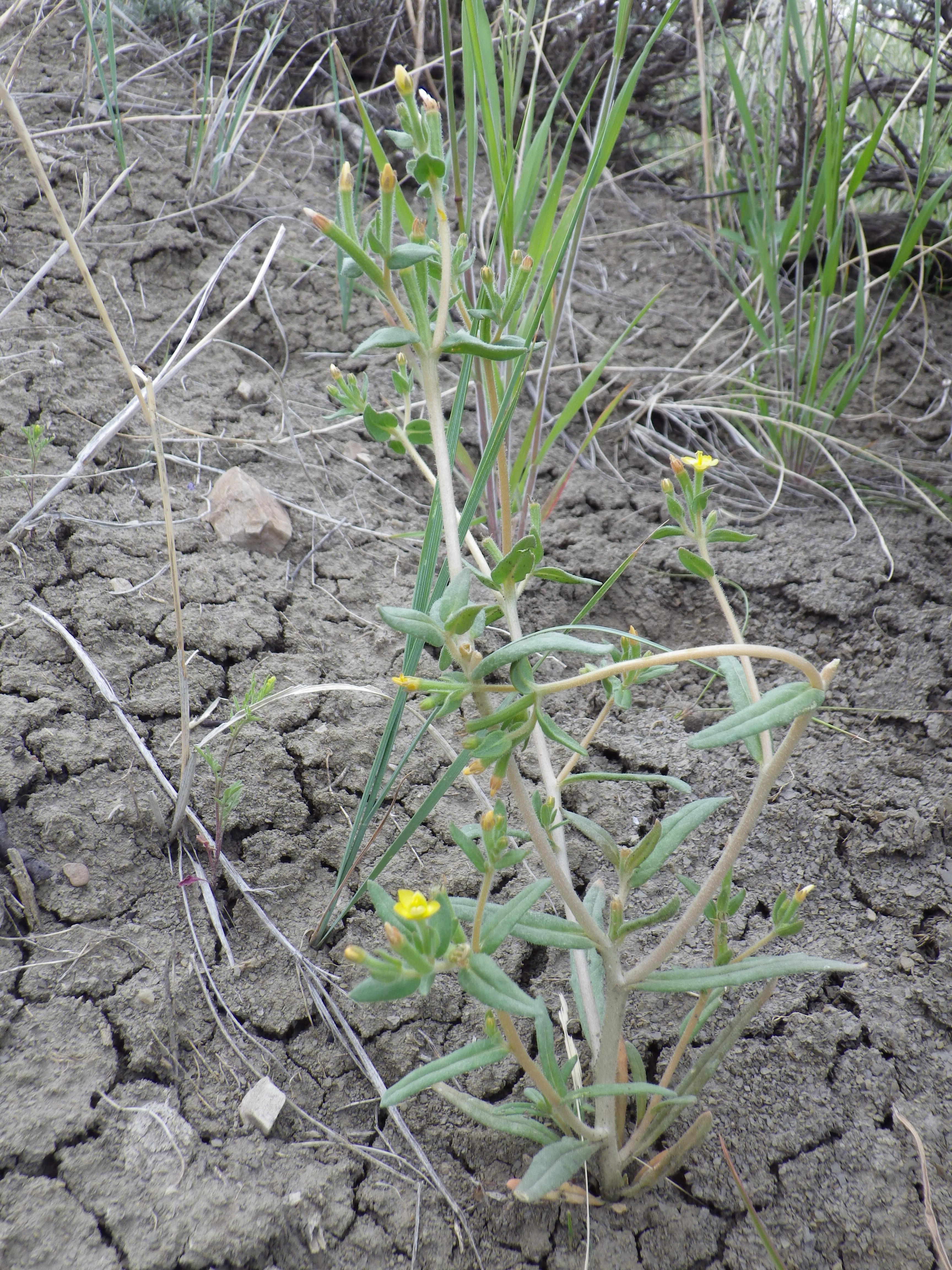